# Hans Böckler

Hans Böckler beim Legen des Grundsteins der nach ihm benannten Großsiedlung in Neumünster am 5. März 1950

Hans Böckler

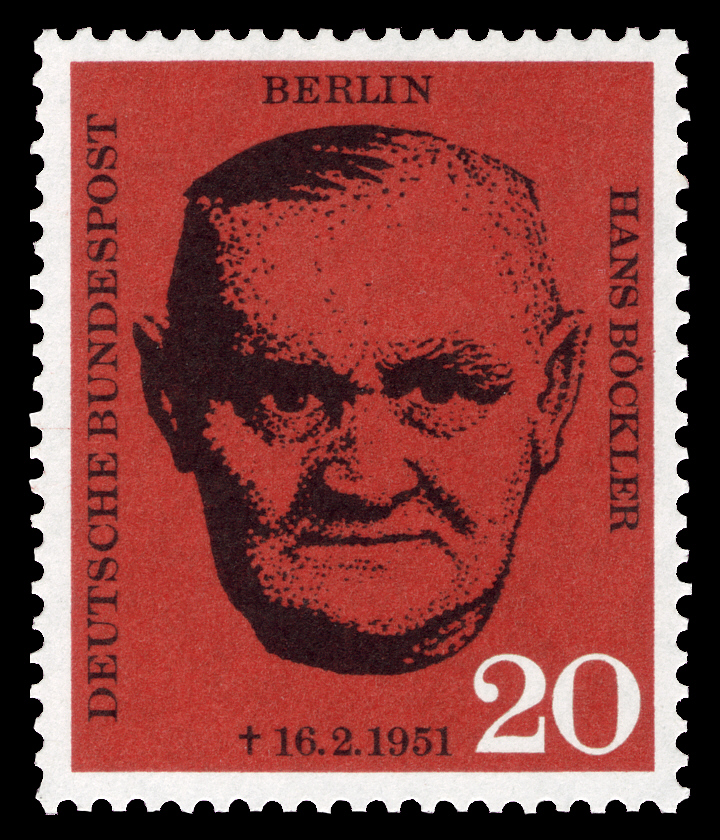
Briefmarke der Deutschen Bundespost Berlin (1961) zum 10. Todestag

Johann Georg „Hans“ Böckler (* 26. Februar 1875 in Trautskirchen; † 16. Februar 1951 in Köln-Lindenthal) war ein deutscher Politiker (SPD) und erster Vorsitzender des Deutschen Gewerkschaftsbunds (DGB). Bekannt ist er heute hauptsächlich durch die nach ihm benannte Hans-Böckler-Stiftung.

## Leben

### Jugend
Böckler wuchs in einfachen Verhältnissen auf. 1876 zog die Familie nach Fürth, wo Böcklers Vater als Kutscher und seine Mutter als Wäscherin arbeitete. 1888 starb sein Vater. Als Dreizehnjähriger brach er deshalb die Schule ab, sorgte von da an für den Lebensunterhalt der sechsköpfigen Familie und begann eine Lehre als Gold- und Silberschläger. 1894 trat er in die SPD und die Gewerkschaft Deutscher Metallarbeiter-Verband (DMV) ein. 1896 diente er beim königlich bayerischen Infanterieregiment in Nürnberg.

### Beginnende Gewerkschaftskarriere
Nachdem er in Fürth bereits zum Vorsitzenden des Gewerkschaftskartells und zum Gemeindebevollmächtigten (Stadtrat) gewählt war, wurde er 1903 Gewerkschaftssekretär des DMV in Saarbrücken, wechselte 1907 in die Bezirksleitung nach Frankfurt und wurde 1910 Leiter des Verbandes Schlesien in Breslau.
In Abendkursen der Gewerkschaft eignete er sich Kenntnisse in Mathematik und Buchführung an.
Von 1914 bis 1915 nahm er am Ersten Weltkrieg teil. Er wurde während eines Einsatzes als Unteroffizier an der Ostfront schwer verwundet. Daraufhin wurde er von der Wehrpflicht befreit und widmete sich bis zum Ende des Kriegs der Gewerkschaftsarbeit in Danzig, Kattowitz und Siegen.

### Weimarer Republik
1918 wurde er Sekretär der Zentralarbeitsgemeinschaft. Hans Böckler wechselte als erster Bevollmächtigter zur Ortsverwaltung nach Köln, wo er von 1924 bis 1926 Stadtverordneter der SPD war. 1928 wurde er zum Mitglied des Reichstages gewählt, dem er bis 1933 angehörte.

### Nationalsozialismus
Nach dem gescheiterten Attentat vom 20. Juli 1944 gegen Hitler musste Böckler untertauchen, da er Kontakte zum Widerstandskreis um Wilhelm Leuschner hatte. Im Rückblick schrieb Böckler hierzu: „In der Nazizeit habe ich einfach meine Pflicht getan, war wiederholt in Schutzhaft und wurde, wie so viele andere, wirtschaftlich vernichtet. Meine jetzige Tätigkeit ist nach Wiederaufnahme Fortsetzung der früheren.“

### Wiederaufbau

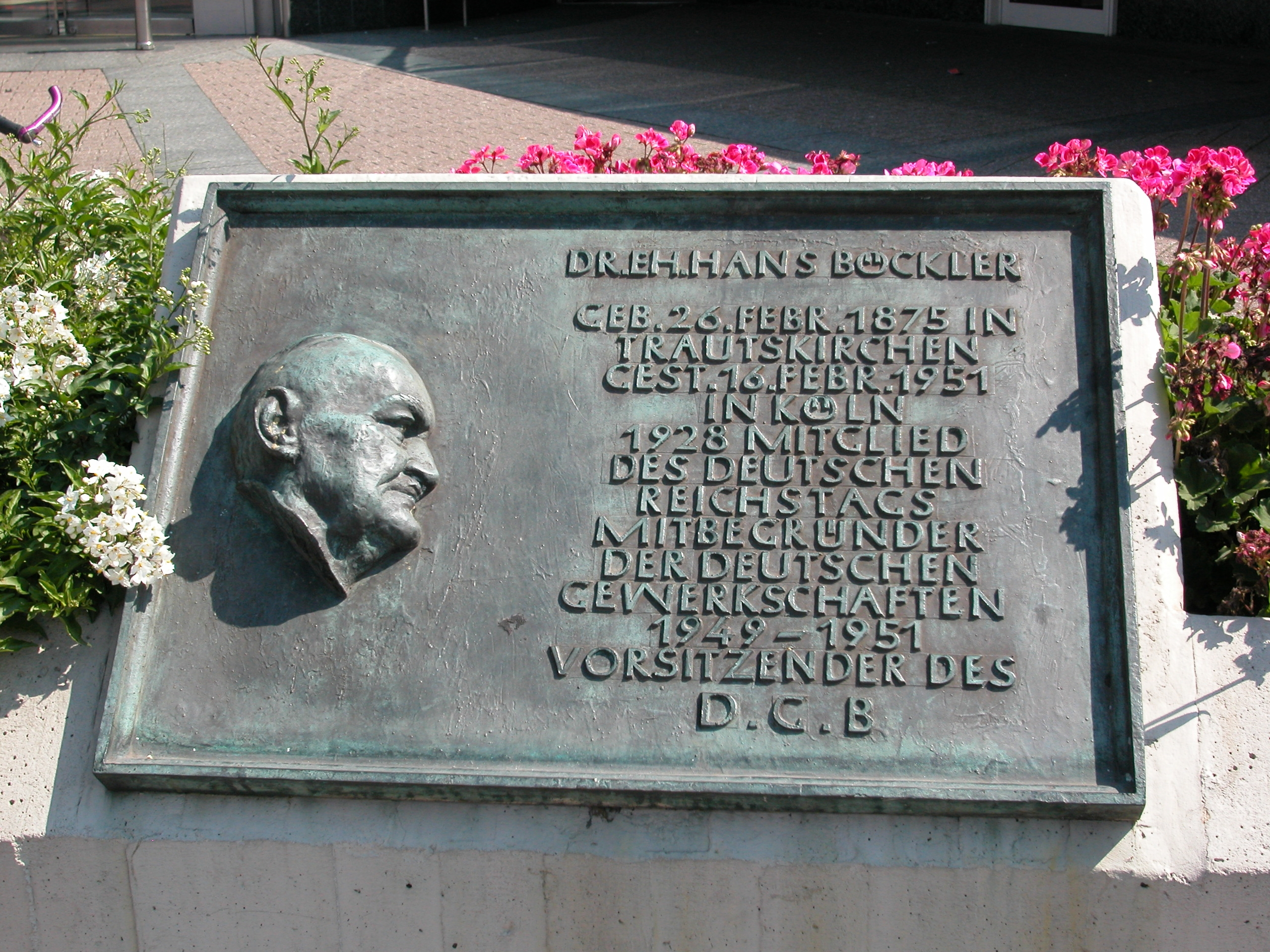
Gedenktafel am Hans-Böckler-Platz in Mülheim an der Ruhr, 2007

1945 begann er mit dem Wiederaufbau der Gewerkschaften in der Britischen Zone. Er wurde zur zentralen Person beim Wiederaufbau der Gewerkschaftsbewegung in Köln und der Nord-Rheinprovinz. Vom 2. Oktober 1946 bis zum 19. April 1947 war er Abgeordneter des Nordrhein-Westfälischen Landtags. Am 25. April 1947 vollendeten in Bielefeld 14 Einzelgewerkschaften ihren Zusammenschluss zum Gewerkschaftsbund in der britischen Besatzungszone und wählten Böckler zu ihrem Vorsitzenden. Am 14. Oktober 1949 wurde er erster Vorsitzender des Deutschen Gewerkschaftsbunds (DGB).
Böckler initiierte 1949 das erste und größte systematische Wohnungsbauprojekt West-Deutschlands: Das ERP-Sonderprogramm „Bau von 10.000 Flüchtlingswohnungen“. Das Sonderprogramm wurde in Schleswig-Holstein mit Unterstützung von Marshall-Plan-Mitteln realisiert. Aufgrund seiner guten Kontakte zu US-amerikanischen Gewerkschaftern, insbesondere zu Harvey W. Brown, der seit dem Jahr 1949 Direktor des Amtes für Arbeitsfragen im US-Hochkommissariat für Deutschland war, konnte das Sonderprogramm mit US-amerikanischer Unterstützung rasch und erfolgreich durchgeführt werden.

Am 25. Januar 1951 erzielte Böckler Einigung über die Montanmitbestimmung mit Bundeskanzler Konrad Adenauer. 

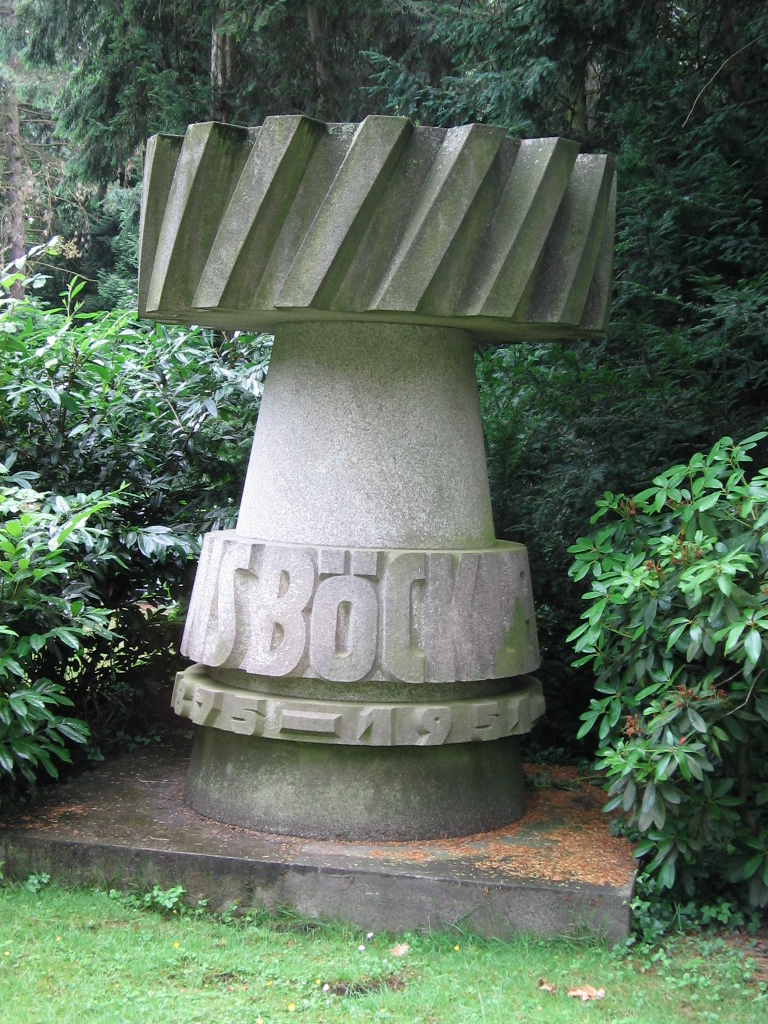
Böcklers Grabstein auf dem Melaten-Friedhof in Köln

### Tod
Hans Böckler erlag 1951 zehn Tage vor seinem 76. Geburtstag in der Universitätsklinik Köln einem Herzinfarkt. Die Trauerfeier fand am 21. Februar 1951 im Festsaal der Universität Köln statt. Er wurde auf dem Melaten-Friedhof (Flur 60A) in Köln beigesetzt. Er war seit 1899 mit Magdalena Barbara geborene Müller verheiratet.
Sein Grabstein zeigt das Gewerkschaftssymbol des Zahnrades anspielend auf das Zitat von Georg Herwegh: Alle Räder stehen still, wenn dein starker Arm es will. Das Denkmal für Hans Böckler stammt von Ludwig Gies.

## Ehrungen
- Die Deutsche Bundespost Berlin gab 1961 zum zehnten Todestag eine Sondermarke heraus.
- Die Deutsche Bundespost gab 1975 eine Sondermarke anlässlich des 100. Geburtstags heraus.
- 1951 wurde er gemeinsam mit Konrad Adenauer zum Ehrenbürger der Stadt Köln ernannt.
- 1948 erhielt er die Ehrendoktorwürde der Universität zu Köln.

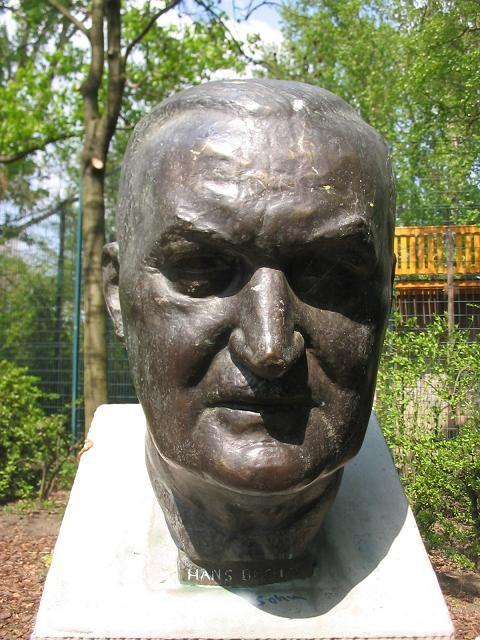
Porträtstele von Karl Trumpf in Berlin-Kreuzberg, Zustand 2006

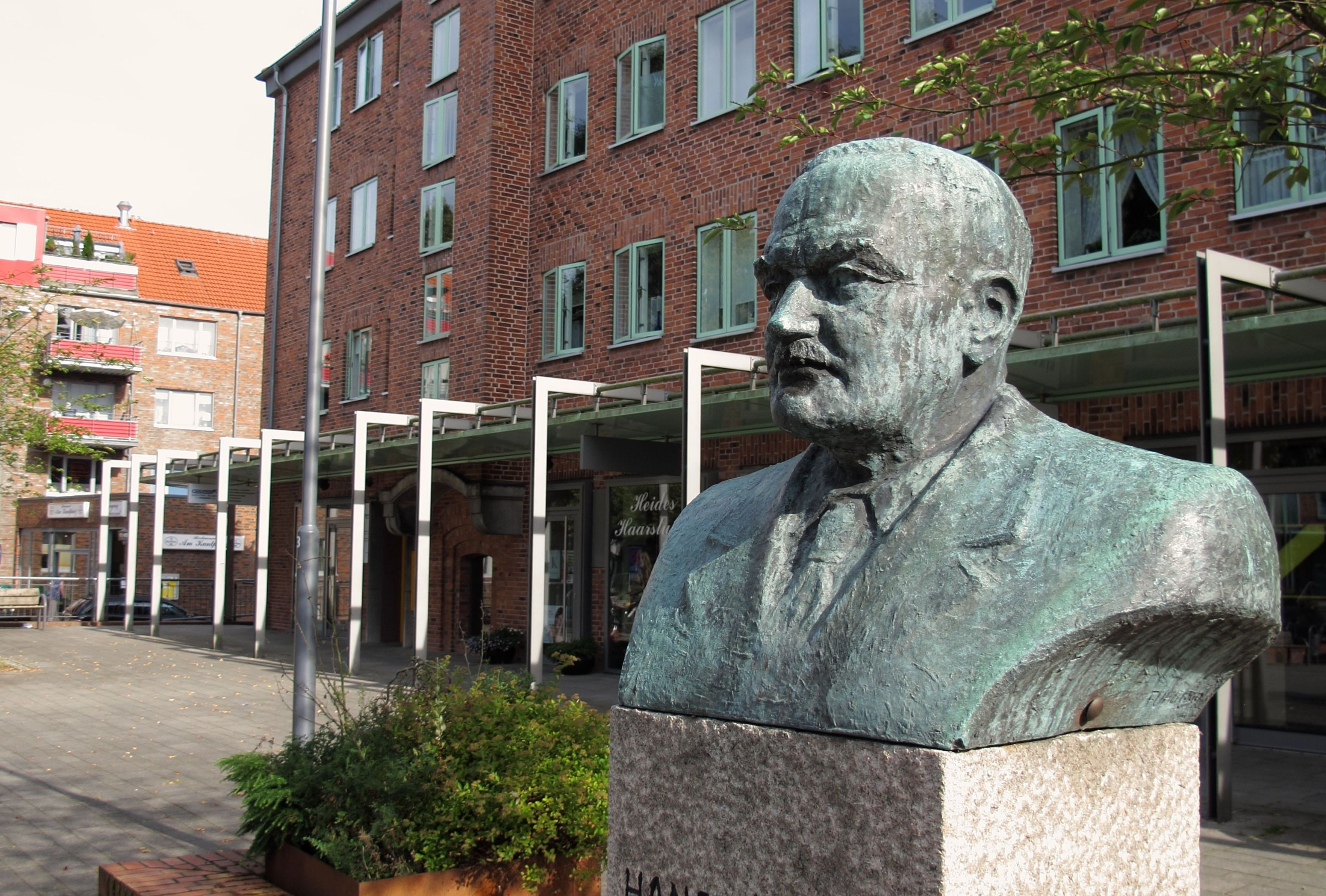
Büste von Hans Böckler in Böcklersiedlung-Bugenhagen, einem Stadtteil von Neumünster.

- Nach Böckler war die Hans-Böckler-Gesellschaft und ist die Hans-Böckler-Stiftung des DGB benannt. Ihr Zweck ist die Förderung der Mitbestimmung und der wirtschafts- und sozialwissenschaftlichen Forschung sowie die Studien- und Promotionsförderung in Form von Stipendien.
- Zur Erinnerung an sein Lebenswerk wurde von den Gewerkschaften die Hans-Böckler-Medaille gestiftet. Sie ist die höchste Auszeichnung, die der DGB und die Gewerkschaften vergeben. Mit ihrer Verleihung werden besondere Verdienste im gewerkschaftlichen Bereich, vor allem ehrenamtliches Engagement, gewürdigt.
- In Berlin-Kreuzberg erhielt der Böcklerpark am Landwehrkanal den Namen des Politikers, in dem sich zudem eine Porträtstele Böcklers befindet, die der Künstler Karl Trumpf anfertigte. Die Bronzebüste wurde Anfang März 2011 entwendet und wurde 2020 ersetzt.
- Die Böcklersiedlung in Neumünster ist nach ihm benannt; er persönlich setzte den Grundstein.
- Böcklers Grabstein auf dem Melaten-Friedhof in Köln stammt von 2006.
- Eine Gedenktafel am Hans-Böckler-Platz in Mülheim an der Ruhr wurde 2007 aufgestellt.
- Den Namen Hans-Böckler-Straße gibt es in zahlreichen deutschen Städten.
- Der Hans-Böckler-Platz in Köln-Neustadt/Nord mit angrenzendem Gewerkschaftshaus ist nach ihm benannt. Ebenfalls trägt die dazugehörige U-Bahn-Station seinen Namen.
- Den Namen Hans-Böckler-Schule führen u. a. ein Oberstufenzentrum in Berlin, eine Realschule in Fürth und eine Grundschule in Neustadt am Rübenberge. Viele Kollegs tragen ebenfalls seinen Namen als Hans-Böckler-Berufskolleg.
- Ein Fischdampfer der Gemeinwirtschaftlichen Hochseefischerei GmbH, Bremerhaven, (GHG), trug den Namen Hans Böckler. Gebaut wurde er 1961 auf der Flenderwerft, Lübeck.
- Hans Böckler wurde in Trautskirchen in einem Tropfhaus geboren. In dem renovierten Gebäude ist seit 1989 ein kleines Museum.[7]

## Schriften (Auswahl)
- Es werde Licht! In ernster Zeit – Ein ernstes Wort an die Hüttenleute und Metallarbeiter im Saargebiet. Verlag von J. Böckler, Saarbrücken 1906 (gedruckt in der DMV-Druckerei Schlicker & Cie, Stuttgart).
- Ein Leben für die Gewerkschaft. Köln 1950.